# 高岡英司
高岡 英司（たかおか えいじ、1939年3月10日 - ）は、福岡県出身の元プロ野球選手（投手）。

## 来歴・人物
東筑高校では、1956年夏の甲子園県予選準々決勝に進むが三池農に惜敗。卒業後は社会人野球の日鉄嘉穂を経て、富士製鐵広畑へ入社。1964年秋の産別対抗では大工勝、清沢忠彦（住友金属から補強）とともに投の三本柱として決勝に進出。大昭和製紙に敗退するが優秀選手に選出される。1965年の都市対抗は松下電器に補強され出場。先発として起用され、1回戦で大昭和製紙に完投勝利、2回戦でも立正佼成会を降す。準々決勝に進み、八幡製鐵の平野年明と投げ合うが0-1で惜敗した。この大会でも優秀選手に選ばれる。
1965年プロ野球ドラフト会議で中日ドラゴンズへ6位指名で入団、1年目の1966年から中継ぎとして一軍で起用される。1967年10月9日にはサンケイアトムズとの対戦で伊藤久敏を救援し初勝利を記録する。10月14日には読売ジャイアンツを相手に初先発を果たすが、2回に集中打を浴び敗戦投手となった。翌1968年は登板機会がなく同年限りで退団した。
1969年から1970年まで読売ジャイアンツに所属したが、実質打撃投手として過ごした。しかし打撃練習中の打者の折れたバットが目を直撃して失明し退団。
外角を突くシュート、ときおり打者の気を抜くように投げるスローボール、スローカーブが武器であった。

## 詳細情報

### 年度別投手成績
| 年 度    | 球 団    | 登 板 | 先 発 | 完 投 | 完 封 | 無 四 球 | 勝 利 | 敗 戦 | セ 丨 ブ | ホ 丨 ル ド | 勝 率 | 打 者 | 投 球 回 | 被 安 打 | 被 本 塁 打 | 与 四 球 | 敬 遠 | 与 死 球 | 奪 三 振 | 暴 投 | ボ 丨 ク | 失 点 | 自 責 点 | 防 御 率 | W H I P |
| -------- | -------- | ----- | ----- | ----- | ----- | -------- | ----- | ----- | -------- | ----------- | ----- | ----- | -------- | -------- | ----------- | -------- | ----- | -------- | -------- | ----- | -------- | ----- | -------- | -------- | ------- |
| 1966     | 中日     | 3     | 0     | 0     | 0     | 0        | 0     | 0     | --       | --          | ----  | 11    | 2.1      | 3        | 0           | 1        | 0     | 0        | 3        | 0     | 0        | 2     | 2        | 9.00     | 1.71    |
| 1967     | 中日     | 7     | 1     | 0     | 0     | 0        | 1     | 1     | --       | --          | .500  | 71    | 16.1     | 21       | 2           | 0        | 0     | 0        | 8        | 0     | 0        | 12    | 10       | 5.63     | 1.29    |
| 通算:2年 | 通算:2年 | 10    | 1     | 0     | 0     | 0        | 1     | 1     | --       | --          | .500  | 82    | 18.2     | 24       | 2           | 1        | 0     | 0        | 11       | 0     | 0        | 14    | 12       | 5.68     | 1.34    |

### 打撃成績
- 11試合4打席4打数4安打2打点（2塁打1、塁打数5）、打率1.000、長打率1.250（1968年に偵察要員として一塁手で1試合出場、打席機会なし以外は全て1967年の打撃成績）[3][4][5]

### タイトル
- ウエスタンリーグ最優秀防御率 （1967年）

### 背番号
- 11 （1966年 - 1967年）
- 28 （1968年）
- 86 （1969年 - 1970年）